# Saint-Saulge
Saint-Saulge is een gemeente in het Franse departement Nièvre (regio Bourgogne-Franche-Comté) en telt 886 inwoners (2009). De plaats maakt deel uit van het arrondissement Nevers.

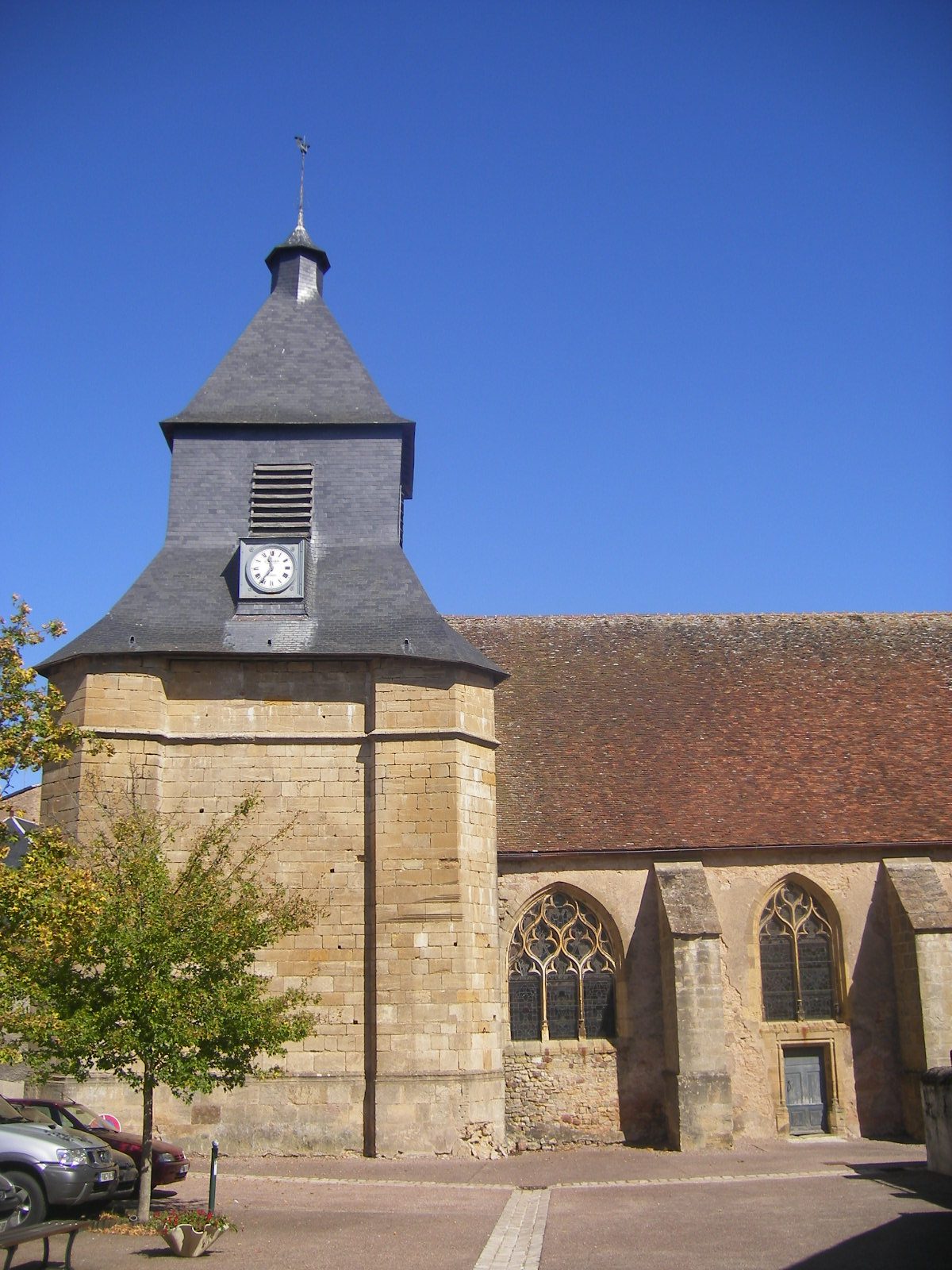
Kerk van Saint-Saulge
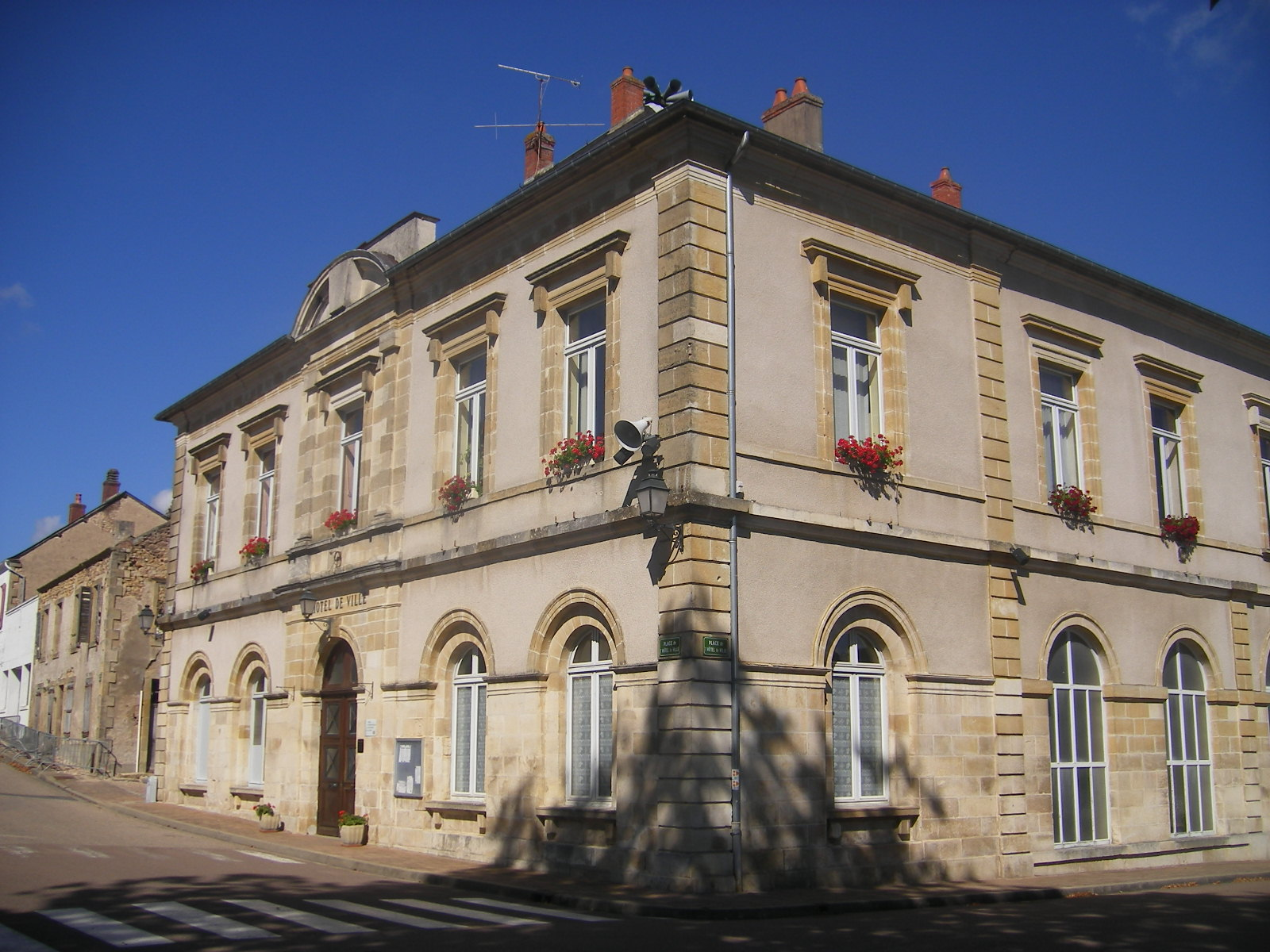
Gemeentehuis

## Geografie
De oppervlakte van Saint-Saulge bedraagt 25,7 km², de bevolkingsdichtheid is 34,4 inwoners per km².
De onderstaande kaart toont de ligging van Saint-Saulge met de belangrijkste infrastructuur en aangrenzende gemeenten.

## Demografie
Onderstaande figuur toont het verloop van het inwonertal (bron: INSEE-tellingen).